# Brod budala
Brod budala je dvanaesti album Ramba Amadeusa iz 2020. Album sadrži 8 pesama. Album je prvobitno objavljen na mreži YouTube, da bi se nekoliko meseci kasnije našlo i na striming platformama. 2022. godine je album izašao u ograničenom tiražu na ploči.
Hitovi sa ovog albuma su naslovna numera, "Oda radosti – anegdote evrointegracija", "S**ator"...

## Album
Album je dobio naziv po istoimenom romanu Ketrin En Porter. Teme i pesme sa ovog albuma su u dobroj meri elektronski tretirane, manje su rokičnije no što se donekle moglo očekivati, ali to je na kraju krajeva onaj Rambo, kakvog ga javnost godinama unazad  prihvata, poštuje, ili ga jednostavno manje “ceni”. Uostalom, ravnodušnih je veoma mali broj. Sama gledanost određenih songova je apsolutno respektabilna, što jasno govori o popularnosti hercegnovljanskog kantautora. Posebna priča su spotovi, dobar deo animacije je prilično originalan i vizuelno autentičan, uz to i  zabavan naravno.
O rečima naslovne pesme autor je rekao sledeće: “Ovaj tekst sam napravio nakon što sam obratio pažnju na stvarni utjecaj narodnih poslovica koje su nam servirane kao modus vivendi“.

### Omot
Prvobitni omot albuma ima crveni FAP kamion u obliku podmornice, dok omot za ploču ima ilustraciju kako mornari plove po ravnoj Zemlji koja "leži" na kanalizacionim cevima.

## Spisak pesama
| №   | Naziv                                        | Trajanje |  |
| 1.  | Brod budala                                  | 3:51     |  |
| 2.  | Šjor Spajdermen stari                        | 1:34     |  |
| 3.  | Serator                                      | 3:50     |  |
| 4.  | Bi li mi kazala (Darwin Song)                | 3:20     |  |
| 5.  | U cara Trojana kozije uši (Team Building)    | 4:51     |  |
| 6.  | Band Aid za rakiju                           | 4:40     |  |
| 7.  | Oda radosti - anegdote evrointegracija       | 3:52     |  |
| 8.  | Platiš 1 dobiješ 2, pt. 1 (verzija Klot)     | 3:16     |  |
| 9.  | Platiš 1 dobiješ 2, pt. 2 (Iztok Turk Remix) | 3:47     |  |
| 10. | Platiš 1 dobiješ 2, pt. 3 (verzija Frket)    | 3:18     |  |

## Obrade
- "Oda radosti – anegdote evrointegracija" – Oda radosti (Betoven)[9]
- Platiš 1 dobiješ 2 – Pobegulja (pesma iz filma Zona Zamfirova)[10]

## Spoljašnje veze
- Brod budala на веб-сајту  (језик: енглески)